# Iranologie

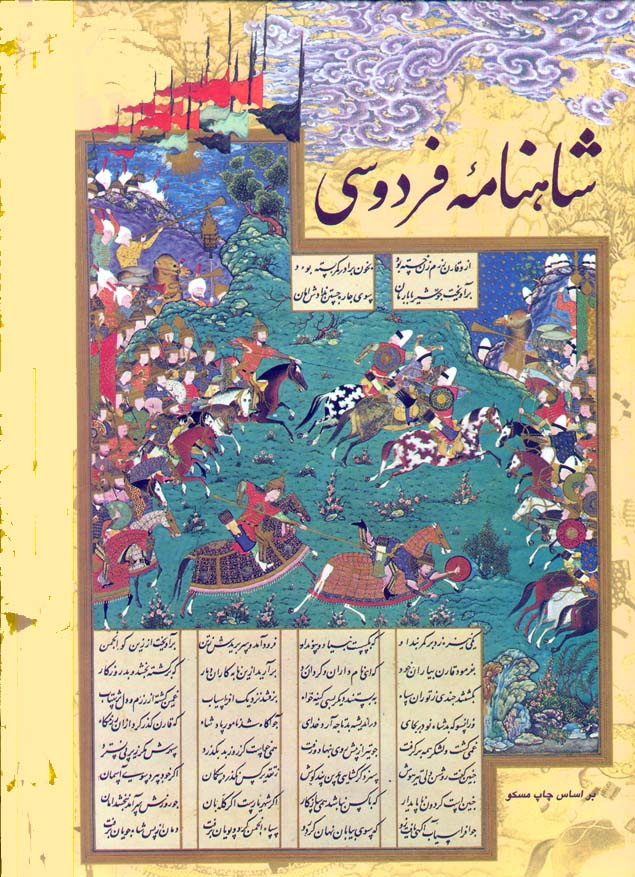
Miniature persane extraite du Shahnameh (Livre des Rois) représentant la Bataille d'al-Qadisiyya (Cadésie)

L'iranologie (en persan : ایران‌شناسی) est un champ interdisciplinaire d'études du monde iranien. Il se compose des études de l'histoire, de la littérature, de l'art et de la culture de la Perse et de l'Iran d'aujourd'hui. Les termes études iraniennes et études persanes se réfèrent aussi aux études de la culture, de l'histoire, des langues et des autres aspects des peuples iraniens tels que les Persans, les Kurdes, les Pachtounes, les Ossètes, les Scythes, les Tadjiks, etc.

## Les premiers historiographes persans
Le poète et historiographe persan, Ferdowsi, فردوسی, peut être considéré comme le précurseur de l'iranologie, car dans son chef-d'œuvre, le Shahnameh (ou Livre des Rois), il a essayé de traiter de manière extensive de la culture perse, de sa littérature, de l'art, de l'histoire et de l'anthropologie.
Au IXe siècle, l'historien persan Tabari a fait une contribution importante à l'histoire de la Perse par son livre intitulé Histoire des prophètes et des rois qui couvre les événements historiques depuis 915 av. J.-C. Tarikh-e Mas'oudi (Histoire de Masûd de Ghaznî) de l'historien et auteur persan Abolfazl Beyhaghi (995-1077), est une des sources les plus sûres sur les Ghaznévides, et sa prose si particulière en a fait un livre considérable de la littérature persane.
L'historien persan Ata Malek Joveyni est le premier de plusieurs représentants brillants de l'historiographie perse qui fleurit pendant l'époque de la domination mongole (1220–1336). Le livre majeur de Joveyni, Tarikh-i jehan-gusha (Histoire du conquérant du monde), est un des travaux les plus importants de l'historiographie perse.
Sharaf ad-Din Ali Yazdi est considéré comme l'un des grands auteurs de la Perse du XVe siècle. L'œuvre pour laquelle il est le plus connu est le Zafernameh (Le Livre de la Victoire). C'est l'histoire de Tamerlan (1370–1405) qui a probablement été inspirée de l'histoire du même nom de Nizam ad-Din Shami, œuvre écrite sur ordre de Tamerlan.

## Iranologie en Europe

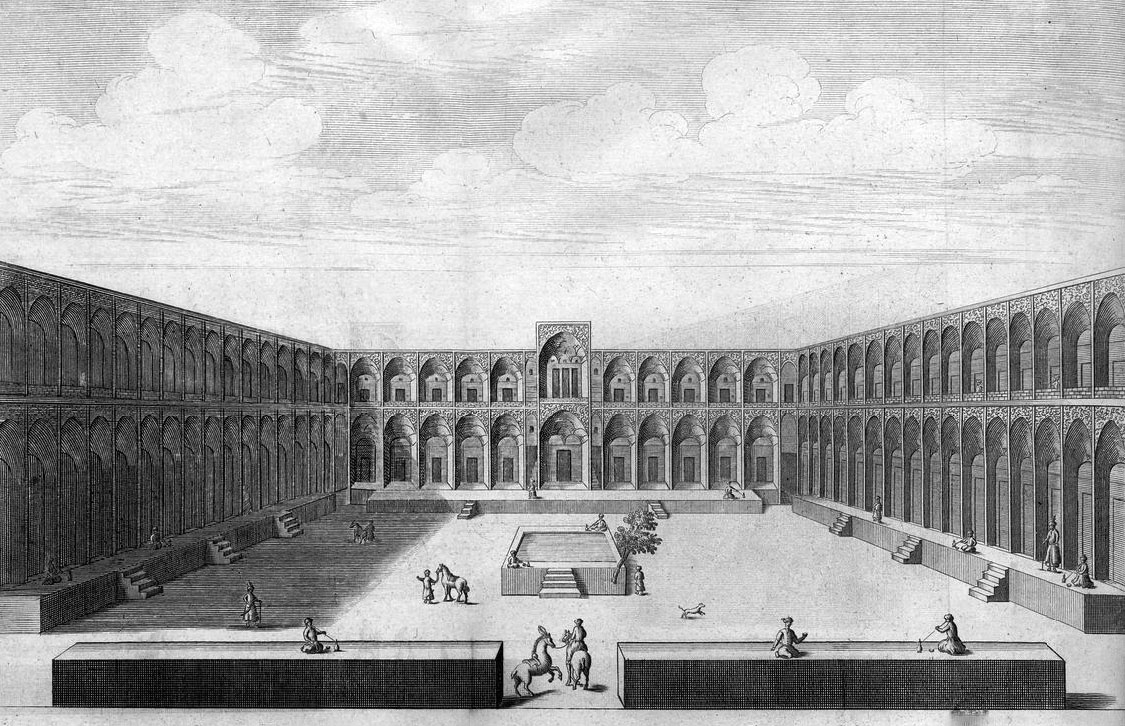
Le caravansérail de Kachan, in Voyages de le Chevalier Chardin en Perse et autres lieux de l'Orient (1723)

La connaissance de la Perse et de l'espace iranien est toujours demeurée en Europe, grâce aux auteurs classiques et à la Bible, mais les sources historiques sont longtemps demeurées confuses. Christopher Marlowe cite Persépolis dans sa pièce Tamburlaine the Great (1590) ; le premier Européen à la décrire est le moine voyageur italien Odorico Mattuzzi da Pordenone en chemin vers la Chine en 1318. Puis l'ambassadeur vénitien Josafa Barbaro la visite en 1474. La première université à avoir enseigné le persan est l'université de Vienne au XVe siècle, mais c'est surtout au XVIIIe siècle que cette discipline commence à se répandre dans les milieux érudits, alors que les échanges s'intensifient à la fin de la dynastie des Séfévides (calligraphies, manuscrits, miniatures, étoffes, etc.) Adam Olearius est l'un des premiers au XVIIe siècle à obtenir une audience du chah Safi Ier (1629-1642), puis d'autres voyageurs pénètrent en Perse, comme La Boullaye-Le Gouz qui meurt à Ispahan en 1669. Olearius publie le récit de son voyage en Moscovie et en Perse en 1634. Il faut ensuite mentionner Jean Chardin (1643-1713), Engelbert Kaempfer (1651-1716) ou Cornelis de Bruijn (1652-1727) qui ont laissé des croquis et des récits de voyage. L'ambassade de Perse à la cour de Louis XIV marque aussi les esprits. En 1721, Montesquieu pose la question Comment peut-on être persan ? dans ses fameuses Lettres persanes (afin de décrire l'état de la France).
L'iranologie se développe avec le déchiffrage des manuscrits anciens. C'est le XIXe siècle qui marque la naissance véritable de cette discipline et le Grand Jeu diplomatique qui marque la concurrence entre Russes et Britanniques dans la région. James Morier (1780-1849), membre de la mission de Sir Harford Jones visite la première fois Persépolis en 1809; plus tard ses récits, comme The Adventures of Hajji Baba of Ispahan (1824), rencontrent un grand succès. Le sort du Russe Griboïedov, assassiné en Perse, marque aussi les esprits. Les antiquités rapportées par Gore Ouseley et son frère William Ouseley forment un fonds important aujourd'hui du British Museum. Robert Ker Porter est envoyé en 1817-1819 par le président de l'Académie des sciences de Saint-Pétersbourg, Alexeï Olenine, afin de copier exactement les monuments antiques. Ses dessins et aquarelles sont aujourd'hui à l'Ermitage de Saint-Pétersbourg et à la British Library de Londres.

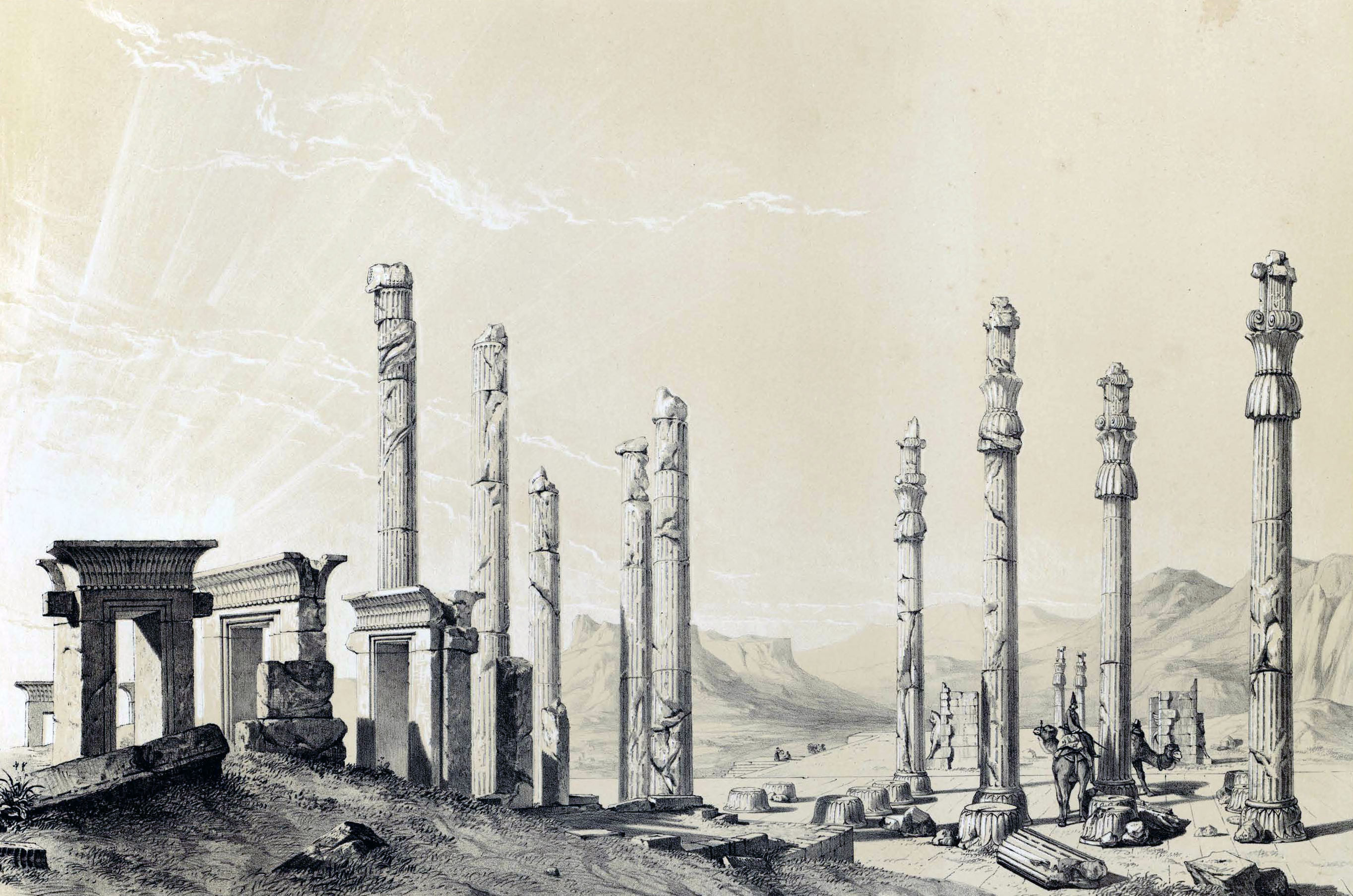
Vue des ruines de Persépolis par Eugène Flandin en 1840, in Voyage en Perse, Paris, éd. Gide et Baudry, 1851

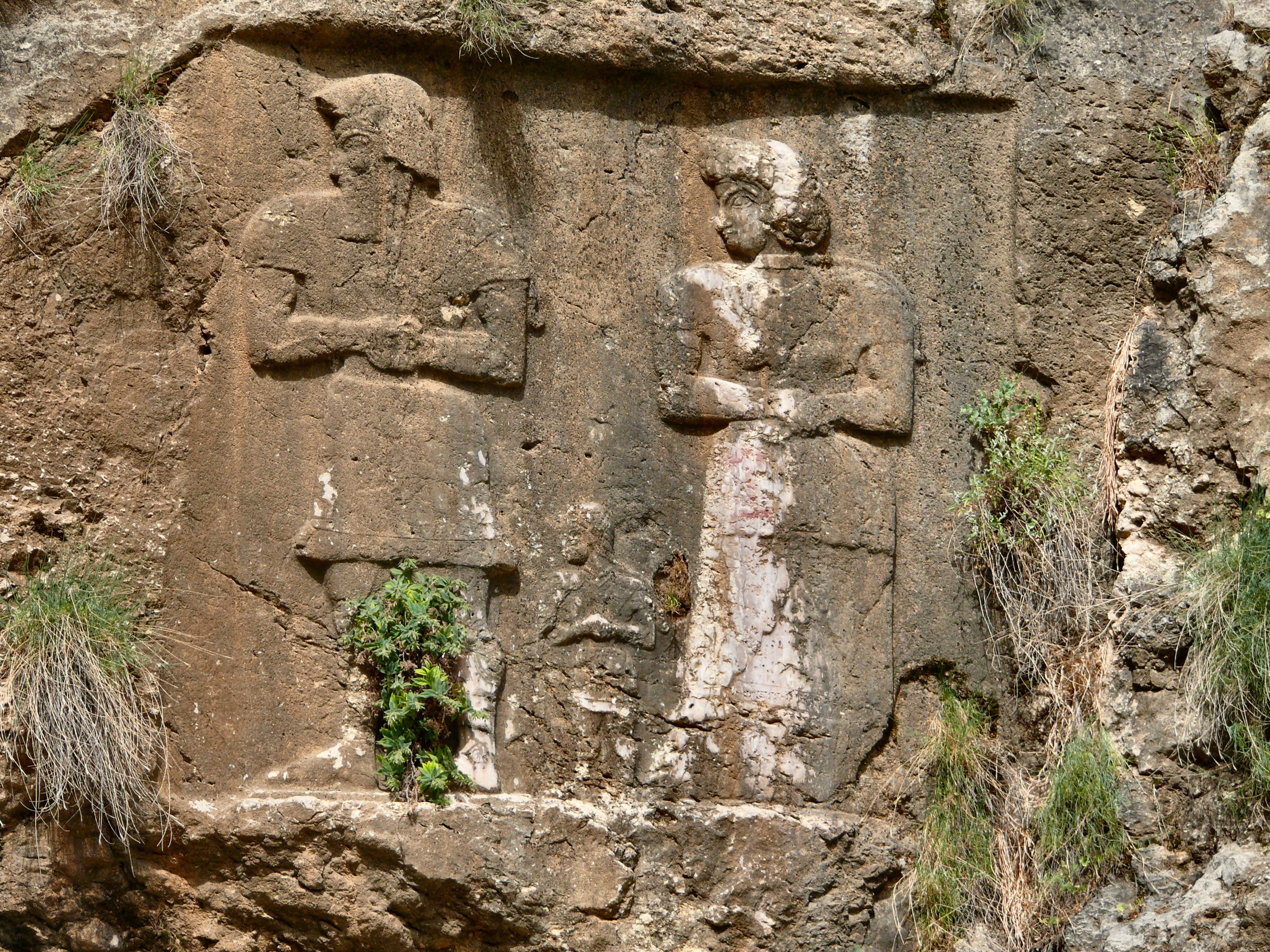
Reliefs élamites de Shikaft-e Salman.

Le déchiffrage des cunéiformes commence surtout après les copies soignées de l'Allemand Carsten Niebuhr (au service de la cour du Danemark) en 1765, grâce notamment aux travaux de l'Allemand Georg Friedrich Grotefend, précurseur de l'étude du vieux-persan. Il présente le résultat de ses recherches à l'université de Göttingen en 1802, mais ses travaux ne sont publiés qu'après 1815. Le Français Charles Texier voyage en Perse en 1839-1840 et publie en deux grands volumes ses descriptions des reliefs cunéiformes. En 1840-1841, c'est au tour d'Eugène Flandin et de Pascal Coste de visiter les lieux antiques de l'espace iranien et de publier ensuite six volumes de leur Voyage en Perse. À la même époque, le Britannique Austen Henry Layard (qui plus tard fouillera les sites de Nimrud et de Ninive en Mésopotamie) passe plus d'un an à explorer le Khouzistan et les territoires des Bakhtiars. Il est le premier à visiter les sites de Shikaft-e Salman et de Kul-e Farah en découvrant des bas-reliefs élamites.
Les années 1850 sont celles des grandes fouilles de Suse menées par W.K. Loftus (1820-1858) et poursuivies ensuite par des archéologues français. Marcel Dieulafoy et son épouse Jane Dieulafoy fouillent à Suse en 1884-1886 et le résultat de leurs recherches forme un fonds important du musée du Louvre aujourd'hui. Charles Defrémery enseigne l'arabe et le persan à l'École des langues orientales de Paris et forme des générations de futurs spécialistes de l'Iran.
Les premiers documents photographiques datent de 1882 avec la publication de deux grands volumes de photographies de Persépolis, de Bichapour et d'autres sites par les Allemands Franz Stolze et Friedrich Andreas. Jane Dieulafoy quelques années plus tard prend le relai.
En 1895, le Français Jacques de Morgan persuade le chah Nassereddin de donner à la France le monopole des fouilles archéologiques dans tout le pays, moyennant des compensations financières. Cet accord reste en vigueur jusqu'en 1927. Cependant d'autres pays participent aussi à des fouilles. Les Français Roland de Mecquenem (à partir de 1908), puis Roman Ghirshman (de 1946 à 1968) sont responsables des fouilles de Suse. Ce dernier découvre antérieurement de nombreux sites archéologiques. Au tournant des années 1920 et 1930, le nom d'Ernst Herzfeld brille à Pasargades puis à Persépolis. Erich Schmidt lui succède. Le Britannique Aurel Stein (1862-1943) est à l'origine de grandes collections de céramiques iraniennes du British Museum et l'Américain Arthur Upham Pope sillonne le pays dans l'entre-deux-guerres et fonde l'institut asiatique de Chiraz. Il publie un monumental Survey of Persian Art en 1938-1939.
Au XXe siècle, l'accent est mis sur les langues anciennes. Vassili Abaïev, ami de Georges Dumézil, étudie particulièrement les Scythes.
L'université de Göttingen est un pionnier de l'iranologie en Occident. En 2003, le centième anniversaire du département s'est tenu à l'université. Parmi les pays européens, l'Allemagne est celui qui a le plus contribué à l'iranologie et aux études perses,. Elle dispose de son bureau de Téhéran de l'institut archéologique allemand. La France est représentée dans ce champ d'études par l'Institut français de recherche en Iran (IFRI), qui, grâce à ses bureaux à Téhéran, participe périodiquement à des fouilles sur les sites iraniens au sein d'équipes mixtes.
La Société des iranologues européens organise périodiquement de nombreuses conférences dans différentes universités et centres scientifiques dans le monde. En Europe de l'Est, La Russie dispose de prestigieux établissements d'enseignement comme la faculté orientale de Saint-Pétersbourg ou l'Institut d'Asie de Moscou. Elle est pionnière dans l'étude des langues talysh, tati, yaghnobi, ossètes ou afghanes.
Les collections d'art les plus importantes qui soient accessibles au public se trouvent au Louvre (Paris), au British Museum (Londres), à l'Ermitage (Saint-Pétersbourg) et au Pergamion (Berlin).

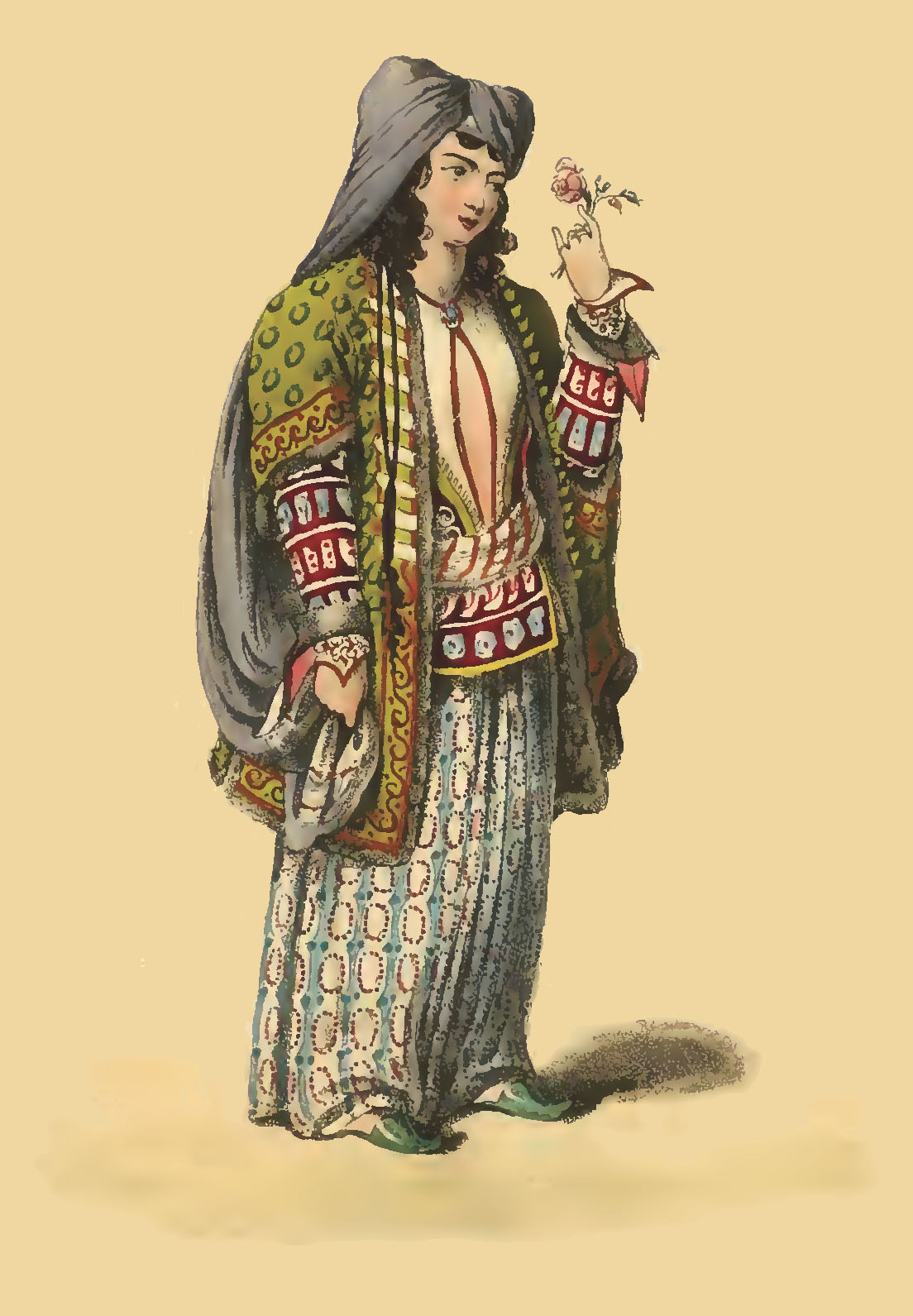
Jeune Persane par Robert Ker Porter (1818)
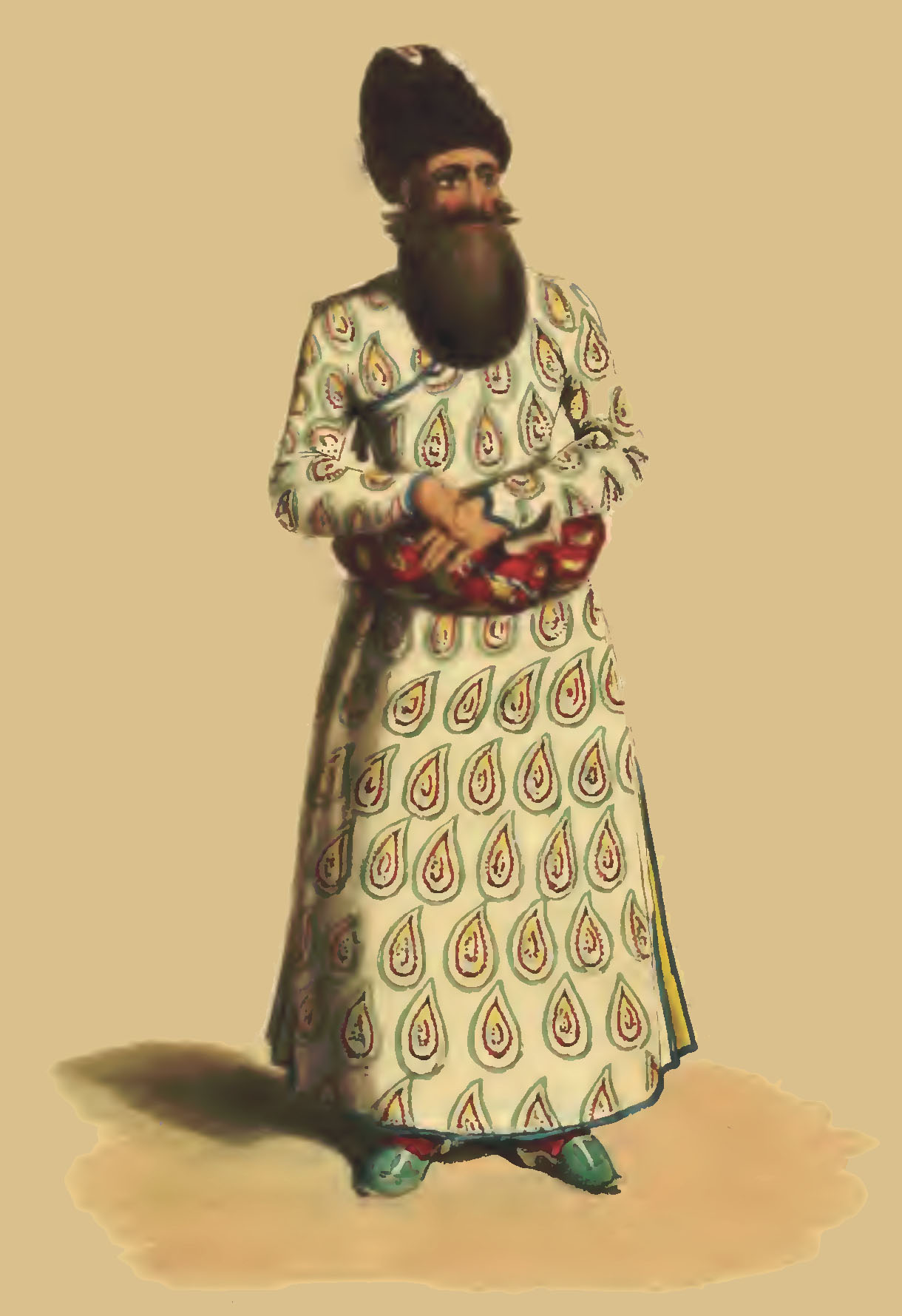
Homme de Perse par Robert Ker Porter (1818)
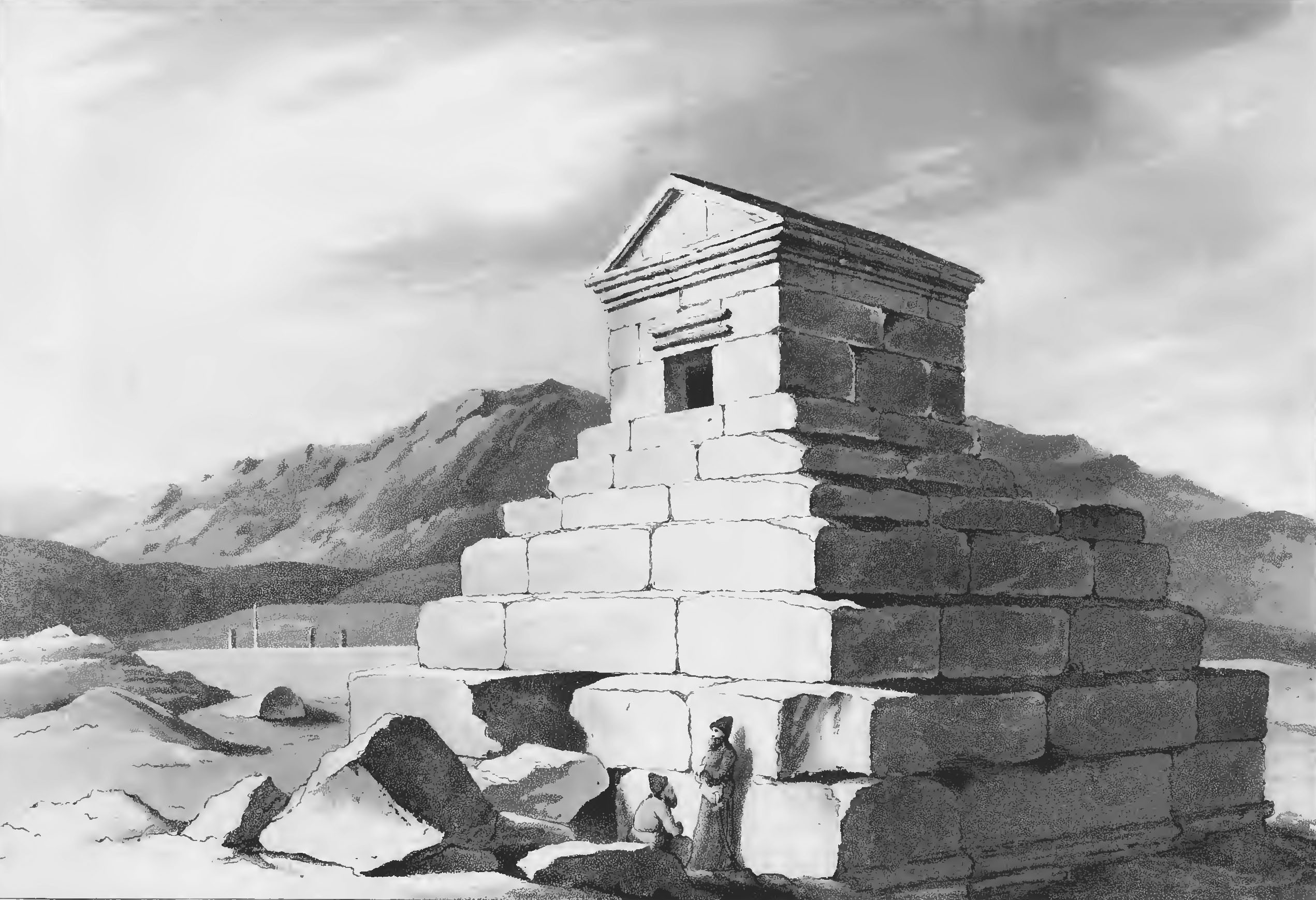
Tombe de Cyrus le Grand par Robert Ker Porter (1818)

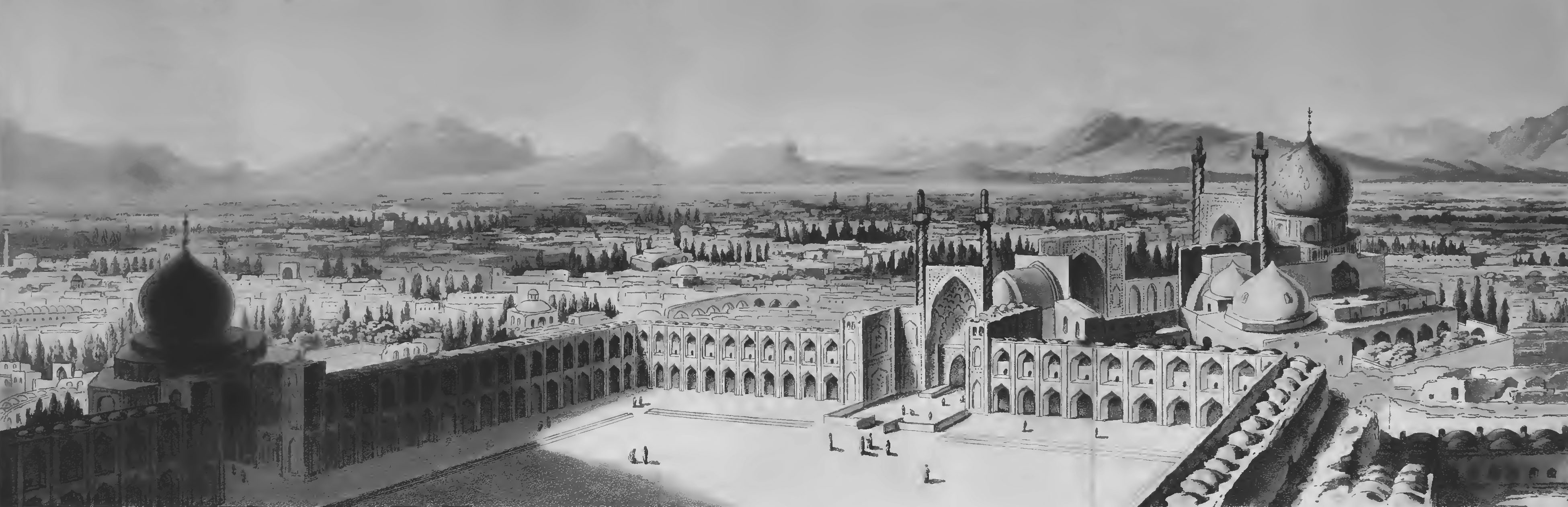
Le Meydan d'Ispahan par Robert Ker Porter

## Iranologie en France

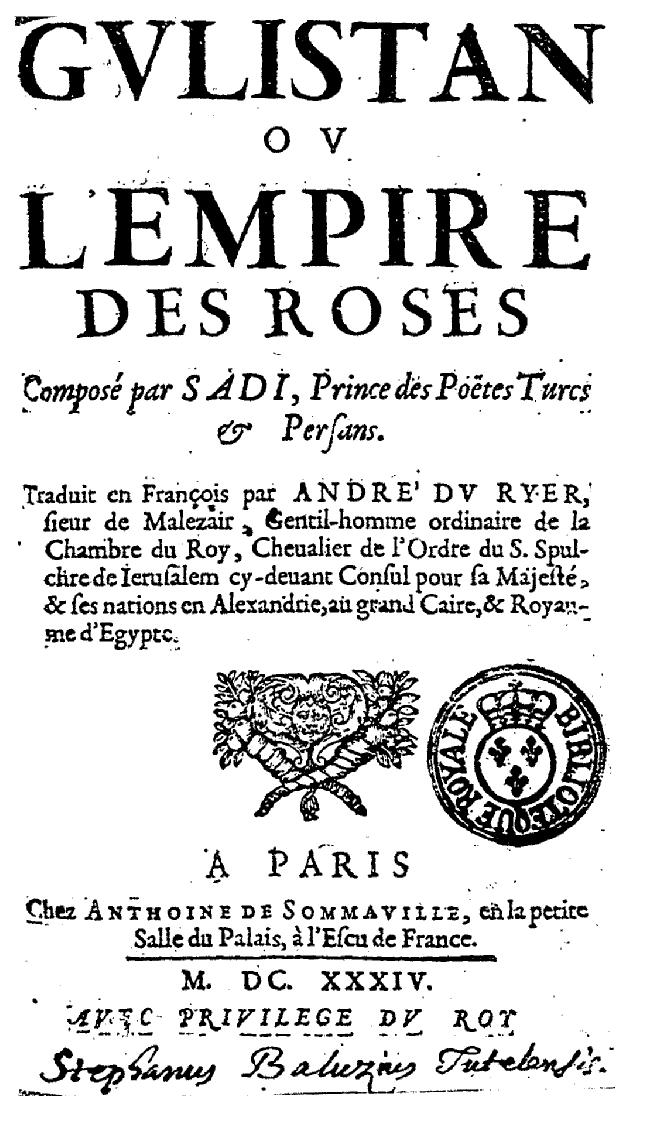
Frontispice du Gulistan d'André Du Ryer (1634).

C'est en 1634, sous le règne de Louis XIII, qu'André Du Ryer traduit le Gulistan de Saadi. En France, une des grandes personnalités fondatrices d'un point de vue de l'étude des langues iraniennes est l'indianiste Anquetil-Duperron (1731-1805) qui traduit l'Avesta dans les années 1760, traduction publiée en 1771. Ses recherches sur le zoroastrisme et son enseignement sur la langue avestique et le persan ont des répercussions chez les linguistes européens de l'époque et du XIXe siècle. La France a donné naissance depuis plusieurs siècles à des générations de spécialistes de la Perse et de l'Iran. Aujourd'hui la France dispose d'établissements de renom qui dispensent un enseignement de qualité comme :
- Institut national des langues et civilisations orientales, Paris
- Institut d'études iraniennes[12], Sorbonne nouvelle
- Institut supérieur d'études historiques sur l'Iran
- Mondes iranien et indien, Centre national de recherche scientifique

D'autre part des instituts français fonctionnent à l'étranger: ainsi l'institut français de recherche en Iran est en activité à Téhéran, de même que l'institut français d'étude sur l'Asie centrale est ouvert à Tachkent.

## Iranologie aux États-Unis
Arthur Upham Pope est l'un des premiers Américains à propager l'histoire de la culture iranienne avec son monumental Survey of Persian Art paru en 1938-1939, mais les études sérieuses dans le domaine de l'iranologie et l'étude de la langue perse n'ont commencé aux États-Unis qu'en 1958. Des départements d'iranologie furent fondés dans des nombreuses universités américaines prestigieuses telles que l'université Stanford et l'université Columbia.
L’Encyclopædia Iranica, qui est une des sources les plus réputées sur la culture iranienne, a commencé à être éditée à Columbia. Des iranologues éminents tels que Richard Nelson Frye et Ehsan Yarshater ont été impliqués dans ce projet. En fait, cette source est l'œuvre de référence pour tout ce qui touche aux terres, à la vie, la culture et l'histoire de tous les peuples iraniens et à leurs relations avec les autres sociétés.

## Iranologie dans la Perse moderne (Iran)
L'université de Téhéran a mis en place plusieurs chaires d'iranologie, telles que linguistique et culture de l'Iran antique, littérature persane, histoire et archéologie. Des personnages de renom ont occupé ces chaires au cours du XXe siècle, comme Abdolhossein Zarrinkoub, Zabihollah Safa, Ahmad Tafazzoli, Jaleh Amouzgar et Badiozzaman Forouzanfar.
Au début du XXe siècle, un énorme projet a été commencé par le linguiste et historien persan Allameh Dehkhoda. Sa collection encyclopédique est le plus grand et le plus complet des dictionnaires persans jamais publiés, en 15 volumes (26 000 pages).
À travers l'histoire du pays, il y eut plusieurs publications d'iranologie, parmi lesquelles Sokhan, Yaqma, Rahnamay e Ketab et Kelk, qui ont été considérées les plus significatives. Kelk a été fondé par Ali Dehbashi et est vite devenu un des journaux d'iranologie les plus célèbres du monde. Bokhara Magazine (Kelk sous un nouveau nom) est aujourd'hui la revue d'iranologie la plus réputée. Ali Dehbashi et Iraj Afshar sont les principaux éditeurs de cette revue qui a consacré ses efforts à promouvoir l'iranologie depuis ces dernières décennies.

## Quelques centres ayant des programmes avancés d'études iraniennes

### En Europe

#### France
- Unité de recherche mixte « Monde iranien et indien » CNRS
- Institut national des langues et civilisations orientales, Paris
- Institut d'études iraniennes, Sorbonne nouvelle
- Institut supérieur d'études historiques sur l'Iran
- Mondes iranien et indien, Centre national de recherche scientifique

#### Allemagne
- Institut für Iranistik, université libre de Berlin
- Seminar für Iranistik, université de Göttingen

#### Autriche
- Institut für Iranistik, université de Vienne

#### Espagne
- Avestan Digital Archive, université de Salamanque

#### Royaume-Uni
- Université de Durham
- Oxford

#### Pologne
- Zakład Iranistyki UJ , université Jagellonne, Cracovie
- Zakład Iranistyki UW, université de Varsovie, Varsovie

### En Amérique

#### États-Unis
- Université Harvard
- Université du Maryland
- Université d'Austin
- Université d'État de l'Ohio
- ISG : Iranian Studies Group at Massachusetts Institute of Technology
- CIRA : Center for Iranian Research and Analysis at Quinnipiac University

## Journaux d'études perses (iraniennes)
Par ordre alphabétique :
- Abstracta Iranica
- Analytica Iranica
- Acta Iranica
- Archäologie in Iran und Turan
- Archäologische Mitteilungen aus Iran und Turan
- Documenta Iranica et Islamica
- Farhang-i Kerman
- Iran: Journal of the British Institute of Persian Studies
- Iran & the Caucasus
- Iran Analysis Quarterly (ISG Journal)
- Iranian Studies
- Iranica Antiqua
- Iranistische Mitteilungen
- Iran-nameh: Armenian Journal of Oriental Studies
- Iran Nameh
- Iran Shenasi
- Iranshinakht
- Journal des études perses (iraniennes)
- Journal of Persianate Societies
- Majallah-yi Zabanshinasi
- Namah-i Farhangistan
- Persica. Jaarboek van het Genootschap Nederland-Iran
- Rahavard
- Studia Iranica
- Zabanshinasi

## Prix Yarshater
Le prix Yarshater est aujourd'hui la distinction la plus prestigieuse dans ce domaine.

### Histoire
- (fr) Pierre Briant, Histoire de l'Empire perse, de Cyrus à Alexandre, Paris, 1996  (ISBN 2-213-59667-0)
- (fr) Yves Bomati, Houchang Nahavandi, Shah Abbas, empereur de Perse - 1587-1629, Paris, 1998  (ISBN 2262011311)
- (fr) Arthur Christensen, L'Iran sous les Sassanides, Copenhague, E. Munksgaard, 1944 [détail des éditions]
- (fr) Florence Hellot-Bellier, France-Iran. Quatre cents ans de dialogue, in Studia Iranica, cahier 34, Paris, 2007
- (en) Vladimir Minorsky, Medieval Iran and its Neighbours, 1982
- (en) Richard Nelson Frye, The Heritage of Persia, 1962
- (en) Richard Foltz, Iran in World History, 2016
- (de) Josef Wiesehöfer, Das antike Persien. Von 550 v. bis 650 n.Chr, Düsseldorf, 2005

### Littérature
- (en) Edward G. Browne, Literary History of Persia, 1998,  (ISBN 0-7007-0406-X).
- (fr) Henri Massé, Anthologie persane, Petite Bibliothèque Payot, Paris, 1950 (rééd. 2004) (histoire la littérature persane du XIe siècle au XIXe siècle).
- (fr) Zabihollah Safa, Anthologie de la poésie persane, Paris, éd. Gallimard Unesco, 1964, rééd. en 2003

### Histoire de l'art et civilisation
- (fr) Françoise Demange (dir.), Les Perses sassanides : Fastes d'un empire oublié (224-642), Paris, Association Paris-Musées, 2006  (ISBN 287900957X)
- (fr) Vladimir Loukonine et Anatoli Ivanov, Les Miniatures persanes (traduction du russe en français), éd. Parkstone Press International, New York, 2010
- (fr) Aly Mazahéri, Les Trésors de l'Iran, Genève, éd. Skira, 2e éd. 1977
- (fr) Paul Morand, Chefs-d'œuvre de la miniature persane, Paris, éd. Plon, 1940
- (fr) Christiane et Jean Palou, La Perse antique, PUF, Paris, 1962, coll. Que sais-je ? no 979
- (de) Friedrich Sarre, Die Kunst des Alten Persien, Bruno Cassirer Verlag, Berlin, 1922
- (fr) Henri Stierlin, Splendeurs de l’Empire perse, Paris, 2006  (ISBN 978-2-7000-1524-9)

### Archéologie
- (fr) Agnès Benoît, Art et archéologie : les civilisations du Proche-Orient ancien, Paris, 2003
- (fr) Pierre Lecoq, Les Inscriptions de la Perse achéménide, Paris, 1997  (ISBN 2-07-073090-5)

### Iran moderne
- (fr) Yves Bomati et Houchang Nahavandi, Mohammad Réza Pahlavi, le dernier shah - 1919-1980, éditions Perrin, 2013  (ISBN 2262035873)
- (fr) Jean-Pierre Digard, Bernard Hourcade et Yann Richard : L'Iran au XXe siècle - Entre nationalisme, islam et mondialisation. Éditions Fayard, 1996, nouvelle édition 2007  (ISBN 9782213632100)
- (fr) Amélie M. Chelly, Iran, autopsie du chiisme politique, Éditions du Cerf 2017  (ISBN 9782204117753)

#### Iranologues importants
- Houchang Nahavandi
- Majid Adibzadeh
- Mehrdad Bahar
- Émile Benveniste
- Edward Granville Browne
- Henry Corbin
- Moukhammad Dandamaïev
- Ali Akbar Dehkhoda
- Jacques Duchesne-Guillemin
- Richard Foltz
- Roman Ghirshman
- Ernst Herzfeld
- Ahmad Kasravi
- Jean Kellens
- Christoph Marcinkowski
- Henri Massé
- Jean de Menasce
- Vladimir Minorsky
- Marijan Molé
- Richard Nelson Frye
- Yann Richard
- Zabihollah Safa
- Alireza Shapour Shahbazi
- David Stronach
- Ahmad Tafazzoli
- Parviz Varjavand
- Mirko Vidović
- Ehsan Yarshater